# Департамент полиции Фуллертона
Департамент полиции Фуллертона, расположенный в штате Калифорния, был учрежден в 1904 году. В настоящее время в департаменте работают 153 присяжных и 78 гражданских служащих. Бюджет составляет около 35 миллионов долларов США. Ныне начальником управления является Дэвид Хендрикс.

## История
| Начальник               | Год  |
| ----------------------- | ---- |
| Маршал Чарльз Э. Раддок | 1904 |
| Маршал Родерик Д. Стоун | 1910 |
| Маршал Уильям Френч     | 1912 |
| Вернон Майерс           | 1918 |
| Артур Л. Илес           | 1921 |
| О. В. Уилсон            | 1925 |
| Томас К. Уинтер         | 1925 |
| Джеймс М. Пирсон        | 1927 |
| Джон С. Грегори         | 1940 |
| Эрнест Э. Гарнер        | 1951 |
| Уэйн Х. Борнхофт        | 1957 |
| Мартин Хайрабедян       | 1977 |
| Филипп Геринг           | 1987 |
| Патрик Маккинли         | 1993 |
| Майкл Селлерс           | 2009 |
| Дэн Хьюз                | 2012 |
| Дэвид Хендрикс          | 2017 |

## Структура
В департаменте есть отдел униформы, отдел обслуживания и детективный отдел, которыми командуют офицеры в звании капитана.

## Дело Томаса Келли
В ночь на 5 июля 2011 года полиция Фуллертона отреагировала на сообщения о мужчине, пытавшемся проникнуть в автомобили. Они столкнулись с тридцатисемилетним Келли Томас. Томас был безоружным местным бездомным, которого жестоко избили шесть полицейских и шесть раз оглушили электрошокером. Томаса отвезли в больницу и включили систему жизнеобеспечения. Позже система жизнеобеспечения была отключена, и через пять дней Томас умер. После того как были обнародованы видеозапись инцидента и фотографии Томаса в больнице, пятеро из участвовавших в нем офицеров были отправлены в оплачиваемый административный отпуск. Еще один офицер уже находился в административном отпуске. Полицейское управление Фуллертона тогда отказалось назвать их имена. ФБР начало расследование.В начале августа город предложил семье Томаса 900 000 долларов для урегулирования этого вопроса. Семья отказалась.
В середине августа Окружной прокурор округа Ориндж Тони Раккакас заявил, что не видел на видео ничего, что указывало бы на попытку офицеров убить Томаса. Примерно в то же время семья Томас начала судебный процесс, который потенциально мог стоить Фуллертону миллионы долларов. Местные активисты начали кампанию по отзыву мэра и городского совета. 9 августа начальник полиции ушел в отставку, сославшись на проблемы со здоровьем.Приняв на себя обязанности внезапно заболевшего начальника полиции, исполняющий обязанности начальника полиции Кевин Гамильтон заявил прессе, что запись с места происшествия (которая еще не была обнародована властями) показала, что "между мистером Томасом и офицерами определенно была значительная борьба. В журнале регистрации округа Ориндж сообщалось, что Томасу было приказано сесть на бордюр, и он так и сделал, но не смог удержать руки на коленях, как было приказано. Затем полицейские потянулись за дубинками.
22 сентября 2011 года в прессе появились сообщения о том, что Окружной прокурор Раккаускас изменил свое мнение и обвинил в убийстве офицера Мануэля Рамоса и капрала Джея Чичинелли. Рамос, 37-летнего возраста, который служил в департаменте в течение десяти лет, был заключен в тюрьму вместо залога в миллион долларов. Чичинелли, в возрасте 39 лет и с дюжиной лет службы, был освобожден под залог в 25 000 долларов. Чичинелли был отправлен в неоплачиваемый административный отпуск полицейским управлением Фуллертона, но продолжал получать выплаты по инвалидности от полицейского управления Лос-Анджелеса за стрельбу 1996 года, которая стоила ему левого глаза.
Другим четырем офицерам, находившимся на месте происшествия, офицеру Джозефу Вулфу, офицеру Кентону Хэмптону, сержанту Кевину Крейгу и капралу Джеймсу Блатни, согласно заявлению окружной прокуратуры, не было предъявлено никаких обвинений из-за отсутствия доказательств. Позднее, в конце сентября 2012 года, Вульфу было предъявлено обвинение большим жюри присяжных.
В середине января 2014 года капрал Джей Чичинелли и офицер Мануэль Рамос были оправданы по всем пунктам обвинения.

## Погибшие сотрудники
С момента основания полицейского управления Фуллертона два офицера (Джерри Скотт Хэтч, Томми Де Ла Роса) погибли при исполнении служебных обязанностей.